# Virgílio Damásio de Sá
Virgílio Damásio de Sá (fl. XX secolo) è stato uno schermidore brasiliano.

## Palmarès
In carriera ha conseguito i seguenti risultati:
- Giochi Panamericani:

Buenos Aires 1951: bronzo nella sciabola a squadre.